# Rubén Pellejero

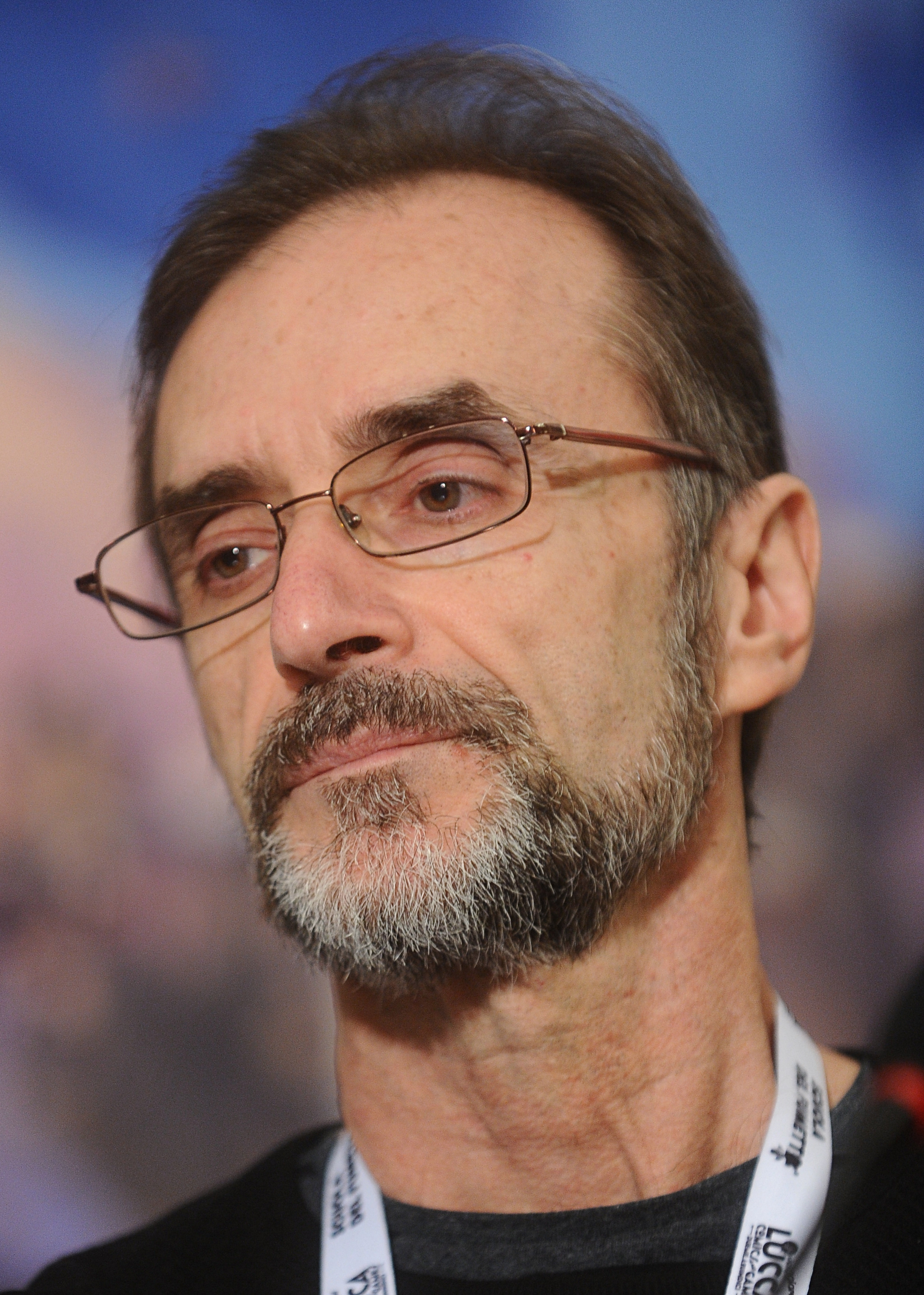
Rubén Pellejero a Lucca Comics & Games 2015

Rubén Pellejero (Badalona, 20 dicembre 1952) è un disegnatore e illustratore spagnolo.

## Biografia
Dopo decenni di attività come illustratore e disegnatore in Spagna e Francia, ha raggiunto la notorietà anche in Italia grazie alla collaborazione con Juan Díaz Canales con il quale ha realizzato dal 2015 le prime avventure Corto Maltese non create da Hugo Pratt.

## Pubblicazioni
- Corto Maltese, sceneggiatura di Juan Díaz Canales, ed. Rizzoli Lizard, Milano[1]
  1. Sotto il sole di mezzanotte, 2015
  2. Equatoria, 2017
  3. Il giorno di Tarowean, 2019
  4. Notturno berlinese, 2022
  5. La linea della vita, 2024[2]

## Premi e Riconoscimenti
Nel 1997 l'opera El silencio de Malka realizzata con la sceneggiatura di Jorge Zentner vince il Fauve d'or quale miglior opera straniera